# The Principle of Moments
| 전문가 평가   | 전문가 평가 |
| 평가 점수     | 평가 점수   |
| 출처          | 점수        |
| ------------- | ----------- |
| AllMusic      | 4/별        |
| Rolling Stone | 4/별        |

《The Principle of Moments》는 레드 제플린의 전 멤버인 영국의 싱어송라티어 로버트 플랜트의 두 번째 솔로 스튜디오 음반이다. 이 음반은 플랜트의 미국과 영국에서 두 번째 톱 10 음반이었다. 이 음반은 또한 〈Big Log〉로 그의 첫 솔로 톱 40 히트곡을 선사했다. 미국에서 음반 중심의 록 라디오에서 가장 인기 있는 트랙은 《빌보드》 톱 트랙 차트에서 1위에 오른 〈Other Arms〉였다. 제네시스의 드러머 필 콜린스는 이 음반의 8곡 중 5곡을 드럼으로 연주했다(《Pictures at Eleven》에서처럼). 다른 두 곡에서는 제쓰로 툴의 드러머였던 배리모어 발로가 공연했다. 마지막 곡인 〈Big Log〉에서는 제럴드 우드루프가 TR-808 드럼 머신을 연주했다.
플랜트의 첫 솔로 음반인 《Pictures at Eleven》처럼 레드 제플린의 하드 록 사운드에서 출발한 곡들이다. 이 음반들의 강점을 따라 플랜트는 1983년 성공적인 투어를 시작했다. 필 콜린스는 플랜트 밴드의 드러머로 투어의 북미 부분을 맡았다. 콜린스는 솔로 가수로서, 그리고 당시 제네시스와 함께 큰 성공을 거두었음에도 불구하고 배경에서 공연하는 것에 만족했다. 리틀 피트의 리치 헤이워드는 남은 날짜 동안 드럼을 연주했다.
라이노 엔터테인먼트는 2007년 4월 3일, 보너스 트랙과 함께 리마스터된 음반판을 발매했다.

## 투어
1983년 로버트 플랜트는 8월 26일, 일리노이주 피오리아에서 시작하여 10월 1일, 브리티시컬럼비아주 밴쿠버에서 끝나는 음반 홍보 투어에 나섰다.

## 곡 목록
| #  | 제목                       | 작사·작곡                     | 재생 시간 |
| -- | -------------------------- | ----------------------------- | --------- |
| 1. | 〈Other Arms〉             | 로버트 플랜트, 로비 블런트    | 4:20      |
| 2. | 〈In the Mood〉            | 플랜트, 블런트, 폴 마르티네스 | 5:19      |
| 3. | 〈Messin' with the Mekon〉 | 플랜트, 블런트, 마르티네스    | 4:40      |
| 4. | 〈Wreckless Love〉         | 플랜트, 블런트                | 5:18      |

| #  | 제목                                 | 작사·작곡                                   | 재생 시간 |
| -- | ------------------------------------ | ------------------------------------------- | --------- |
| 5. | 〈Thru' with the Two Step〉          | 플랜트, 블런트, 마르티네스                  | 5:33      |
| 6. | 〈Horizontal Departure〉             | 플랜트, 블런트, 마르티네스, 제럴드 우드로프 | 3:34      |
| 7. | 〈Stranger Here... Than Over There〉 | 플랜트, 블런트, 마르티네스, 우드로프        | 4:18      |
| 8. | 〈Big Log〉                          | 플랜트, 블런트, 우드로프                    | 5:03      |

| #   | 제목                               | 작사·작곡                            | 재생 시간 |
| --- | ---------------------------------- | ------------------------------------ | --------- |
| 9.  | 〈In the Mood (Live)〉             | 플랜트, 블런트, 마르티네스           | 7:35      |
| 10. | 〈Thru' with the Two Step (Live)〉 | 플랜트, 블런트, 마르티네스           | 11:11     |
| 11. | 〈Lively Up Yourself (Live)〉      | 밥 말리                              | 3:04      |
| 12. | 〈Turnaround〉                     | 플랜트, 블런트, 마르티네스, 우드로프 | 4:55      |

## 인증
| 국가                       | 인증     | 판매량/출하량 |
| -------------------------- | -------- | ------------- |
| 오스트레일리아 (ARIA)      | 골드     | 35,000^       |
| 캐나다 (뮤직 캐나다)       | 골드     | 50,000^       |
| 뉴질랜드 (RMNZ)            | 플래티넘 | 15,000^       |
| 영국 (BPI)                 | 골드     | 100,000^      |
| 미국 (RIAA)                | 플래티넘 | 1,000,000^    |
| ^출하량을 기반으로 한 인증 |          |               |